# BET Award for Best Actor
Der BET Award for Best Actor ist ein von Black Entertainment Television (BET) im Rahmen der BET Awards vergebener Filmpreis, der an den besten männlichen Schauspieler vergeben wird. Am häufigsten mit drei Mal gewannen Michael B. Jordan und Denzel Washington. Washington führt auch die Nominierungen mit elf an.

## Liste der Gewinner und Nominierten

### 2000er
| Jahr               | Schauspieler                                                                          | Filme | Ref |
| ------------------ | ------------------------------------------------------------------------------------- | ----- | --- |
| 2001               |                                                                                       |       |     |
| Denzel Washington  | Gegen jede Regel (Remember the Titans)                                                |       |     |
| Omar Epps          | Love & Basketball                                                                     |       |     |
| Cuba Gooding Jr.   | Men of Honor                                                                          |       |     |
| Samuel L. Jackson  | Rules – Sekunden der Entscheidung (Rules of Engagement)                               |       |     |
| 2002               |                                                                                       |       |     |
| Will Smith         | Ali                                                                                   |       |     |
| Morgan Freeman     | High Crimes                                                                           |       |     |
| Eddie Murphy       | Shrek, Dr. Dolittle 2 und Showtime                                                    |       |     |
| Chris Tucker       | Rush Hour 2                                                                           |       |     |
| Denzel Washington  | Training Day und John Q.                                                              |       |     |
| 2003               |                                                                                       |       |     |
| Derek Luke         | Antwone Fisher                                                                        |       |     |
| Nick Cannon        | Drumline                                                                              |       |     |
| Mos Def            | Brown Sugar                                                                           |       |     |
| Samuel L. Jackson  | XXX und Star Wars: Episode II – Angriff der Klonkrieger                               |       |     |
| Denzel Washington  | Antwone Fisher                                                                        |       |     |
| 2004               |                                                                                       |       |     |
| Denzel Washington  | Out of Time                                                                           |       |     |
| Mos Def            | The Italian Job                                                                       |       |     |
| Laurence Fishburne | Mystic River, The Matrix Reloaded und The Matrix Revolutions                          |       |     |
| Morgan Freeman     | Bruce Allmächtig                                                                      |       |     |
| Samuel L. Jackson  | S.W.A.T.                                                                              |       |     |
| Bernie Mac         | Bad Santa, 3 Engel für Charlie – Volle Power und The Bernie Mac Show                  |       |     |
| 2005               |                                                                                       |       |     |
| Jamie Foxx         | Ray, Collateral und Breakin’ All the Rules                                            |       |     |
| Don Cheadle        | Ocean’s 12, Hotel Ruanda und After the Sunset                                         |       |     |
| Morgan Freeman     | Million Dollar Baby                                                                   |       |     |
| Samuel L. Jackson  | Die Unglaublichen – The Incredibles und Coach Carter                                  |       |     |
| Will Smith         | I, Robot, Große Haie – Kleine Fische und Hitch – Der Date Doktor                      |       |     |
| 2006               |                                                                                       |       |     |
| Terrence Howard    | L.A. Crash, Vier Brüder, Get Rich or Die Tryin’, Lackawanna Blues und Hustle & Flow   |       |     |
| Don Cheadle        | L.A. Crash (Crash)                                                                    |       |     |
| Jamie Foxx         | Stealth und Miami Vice                                                                |       |     |
| Ludacris           | L.A. Crash (Crash) und Hustle & Flow                                                  |       |     |
| Denzel Washington  | Inside Man                                                                            |       |     |
| 2007               |                                                                                       |       |     |
| Forest Whitaker    | Der letzte König von Schottland – In den Fängen der Macht (The Last King of Scotland) |       |     |
| Idris Elba         | Daddy’s Little Girls                                                                  |       |     |
| Jamie Foxx         | Dreamgirls                                                                            |       |     |
| Eddie Murphy       | Norbit and Dreamgirls                                                                 |       |     |
| Will Smith         | Das Streben nach Glück (The Pursuit of Happyness)                                     |       |     |
| 2008               |                                                                                       |       |     |
| Denzel Washington  | American Gangster und The Great Debaters                                              |       |     |
| Anthony Anderson   | Transformers und K-Ville                                                              |       |     |
| Don Cheadle        | Ocean’s 13 und Talk to Me                                                             |       |     |
| Idris Elba         | American Gangster, This Christmas und 28 Weeks Later                                  |       |     |
| Terrence Howard    | Die Fremde in dir und The Perfect Holiday                                             |       |     |
| 2009               |                                                                                       |       |     |
| Will Smith         | Hancock und Sieben Leben                                                              |       |     |
| Common             | Wanted und Street Kings                                                               |       |     |
| Idris Elba         | Rock N Rolla und The Unborn                                                           |       |     |
| Samuel L. Jackson  | Lakeview Terrace und Soul Men                                                         |       |     |
| Jamal Woolard      | Notorious B.I.G.                                                                      |       |     |

### 2010er
| Jahr               | Schauspieler                                                                     | Filme | Ref |
| ------------------ | -------------------------------------------------------------------------------- | ----- | --- |
| 2010               |                                                                                  |       |     |
| Idris Elba         | The Losers                                                                       |       |     |
| Quinton Aaron      | The Blind Side                                                                   |       |     |
| Don Cheadle        | Gesetz der Straße – Brooklyn’s Finest (Brooklyn’s Finest)                        |       |     |
| Jamie Foxx         | Gesetz der Rache (Law Abiding Citizen)                                           |       |     |
| Denzel Washington  | Die Entführung der U-Bahn Pelham 123 (The Taking of Pelham 123)                  |       |     |
| 2011               |                                                                                  |       |     |
| Idris Elba         | Takers und Luther                                                                |       |     |
| Laz Alonso         | Jumping the Broom                                                                |       |     |
| Chris Brown        | Takers – The Final Job (Takers)                                                  |       |     |
| Don Cheadle        | Iron Man 2                                                                       |       |     |
| Jamie Foxx         | Stichtag (Due Date)                                                              |       |     |
| 2012               |                                                                                  |       |     |
| Kevin Hart         | Kevin Hart: Laugh at My Pain                                                     |       |     |
| Don Cheadle        | House of Lies und The Guard – Ein Ire sieht schwarz                              |       |     |
| Common             | Happy New Year und Hell on Wheels                                                |       |     |
| Idris Elba         | Thor, Ghost Rider: Spirit of Vengeance and Luther                                |       |     |
| Denzel Washington  | Safe House                                                                       |       |     |
| 2013               |                                                                                  |       |     |
| Jamie Foxx         | Django Unchained                                                                 |       |     |
| Don Cheadle        | House of Lies und Flight                                                         |       |     |
| Common             | Hell on Wheels, LUV und Das wundersame Leben von Timothy Green                   |       |     |
| Samuel L. Jackson  | Django Unchained und Marvel’s The Avengers                                       |       |     |
| Denzel Washington  | Flight                                                                           |       |     |
| 2014               |                                                                                  |       |     |
| Chiwetel Ejiofor   | 12 Years a Slave                                                                 |       |     |
| Idris Elba         | Mandela – Der lange Weg zur Freiheit und Thor – The Dark Kingdom                 |       |     |
| Kevin Hart         | Ride Along, Real Husbands of Hollywood und About Last Night                      |       |     |
| Michael B. Jordan  | Fruitvale Station                                                                |       |     |
| Forest Whitaker    | The Butler                                                                       |       |     |
| 2015               |                                                                                  |       |     |
| Terrence Howard    | Empire, Lullaby, St. Vincent und Sabotage                                        |       |     |
| Anthony Anderson   | Black-ish                                                                        |       |     |
| Idris Elba         | Luther und No Good Deed                                                          |       |     |
| Kevin Hart         | Die Trauzeugen AG, Think Like a Man Too, Real Husbands of Hollywood und Top Five |       |     |
| Jussie Smollett    | Empire                                                                           |       |     |
| 2016               |                                                                                  |       |     |
| Michael B. Jordan  | Fantastic Four und Creed – Rocky’s Legacy                                        |       |     |
| Anthony Anderson   | Black-ish                                                                        |       |     |
| Idris Elba         | Zoomania, Beasts of No Nation und Luther                                         |       |     |
| O’Shea Jackson Jr. | Straight Outta Compton                                                           |       |     |
| Courtney B. Vance  | American Crime Story                                                             |       |     |
| 2017               |                                                                                  |       |     |
| Mahershala Ali     | Marvel’s Luke Cage, Free State of Jones, Kicks, Hidden Figures und Moonlight     |       |     |
| Donald Glover      | Atlanta                                                                          |       |     |
| Bryshere Y. Gray   | Empire und The New Edition Story                                                 |       |     |
| Omari Hardwick     | Power                                                                            |       |     |
| Denzel Washington  | Fences und Die glorreichen Sieben                                                |       |     |
| 2018               |                                                                                  |       |     |
| Chadwick Boseman   | Black Panther und Marshall                                                       |       |     |
| Denzel Washington  | Roman J. Israel, Esq.                                                            |       |     |
| Sterling K. Brown  | Marshall, This Is Us und Black Panther                                           |       |     |
| Michael B. Jordan  | Black Panther                                                                    |       |     |
| Daniel Kaluuya     | Get Out and Black Panther                                                        |       |     |
| Donald Glover      | Atlanta and Spider-Man: Homecoming                                               |       |     |
| 2019               |                                                                                  |       |     |
| Michael B. Jordan  | Creed II – Rocky’s Legacy (Creed II)                                             |       |     |
| Anthony Anderson   | Black-ish                                                                        |       |     |
| Chadwick Boseman   | Avengers: Infinity War und Avengers: Endgame                                     |       |     |
| Denzel Washington  | The Equalizer 2                                                                  |       |     |
| Mahershala Ali     | Green Book – Eine besondere Freundschaft (Green Book)                            |       |     |
| Omari Hardwick     | Power                                                                            |       |     |

### 2020er
| Jahr                       | Schauspieler                                                          | Filme | Ref |
| -------------------------- | --------------------------------------------------------------------- | ----- | --- |
| 2020                       |                                                                       |       |     |
| Michael B. Jordan          | Just Mercy                                                            |       |     |
| Billy Porter               | Pose                                                                  |       |     |
| Eddie Murphy               | Dolemite Is My Name                                                   |       |     |
| Forest Whitaker            | Finding Steve McQueen und Godfather of Harlem                         |       |     |
| Jamie Foxx                 | Just Mercy                                                            |       |     |
| Omari Hardwick             | Power                                                                 |       |     |
| 2021                       |                                                                       |       |     |
| Chadwick Boseman (posthum) | Da 5 Bloods and Ma Rainey’s Black Bottom                              |       |     |
| Aldis Hodge                | One Night in Miami...                                                 |       |     |
| Damson Idris               | Snowfall                                                              |       |     |
| Daniel Kaluuya             | Judas and the Black Messiah                                           |       |     |
| Eddie Murphy               | Der Prinz aus Zamunda 2 (Coming 2 America)                            |       |     |
| LaKeith Stanfield          | Judas and the Black Messiah                                           |       |     |
| 2022                       |                                                                       |       |     |
| Will Smith                 | King Richard                                                          |       |     |
| Adrian Holmes              | Bel-Air                                                               |       |     |
| Anthony Anderson           | Black-ish                                                             |       |     |
| Jabari Banks               | Bel-Air                                                               |       |     |
| Sterling K. Brown          | This Is Us                                                            |       |     |
| Damson Idris               | Snowfall                                                              |       |     |
| Denzel Washington          | Macbeth (The Tragedy of Macbeth)                                      |       |     |
| Forest Whitaker            | Godfather of Harlem                                                   |       |     |
| 2023                       |                                                                       |       |     |
| Damson Idris               | Snowfall                                                              |       |     |
| Amin Joseph                | Snowfall                                                              |       |     |
| Brian Tyree Henry          | Atlanta, Bullet Train, Causeway                                       |       |     |
| Daniel Kaluuya             | Nope                                                                  |       |     |
| Demetrius Flenory Jr.      | BMF                                                                   |       |     |
| Donald Glover              | Atlanta                                                               |       |     |
| Michael B. Jordan          | Creed III – Rocky’s Legacy                                            |       |     |
| 2024                       |                                                                       |       |     |
| Denzel Washington          | The Equalizer 3 – The Final Chapter                                   |       |     |
| Anthony Mackie             | If You Were the Last, Twisted Metal, We Have a Ghost                  |       |     |
| Colman Domingo             | Euphoria, Fear the Walking Dead, Rustin, Sing Sing und Die Farbe Lila |       |     |
| Damson Idris               | Snowfall                                                              |       |     |
| Donald Glover              | Mr. & Mrs. Smith (2005)                                               |       |     |
| Idris Elba                 | Hijack, Luther: The Fallen Sun                                        |       |     |
| Jeffrey Wright             | Asteroid City, Atrabilious, Amerikanische Fiktion, Rustin             |       |     |
| Lakeith Stanfield          | The Changeling, Geistervilla, The Book of Clarence                    |       |     |

## Mehrfachsieger und -nominierte

### Siege
4 Siege
- Denzel Washington

3 Siege
- Will Smith
- Michael B. Jordan

2 Siege
- Chadwick Boseman
- Idris Elba
- Jamie Foxx
- Terrence Howard

### Nominierungen
14 Nominierungen
- Denzel Washington

10 Nominierungen
- Idris Elba

7 Nominierungen
- Don Cheadle
- Jamie Foxx

6 Nominierungen
- Samuel L. Jackson
- Michael B. Jordan

5 Nominierungen
- Anthony Anderson
- Forest Whitaker

4 Nominierungen
- Donald Glover
- Damson Idris
- Eddie Murphy
- Will Smith

3 Nominierungen
- Chadwick Boseman
- Common
- Morgan Freeman
- Omari Hardwick
- Kevin Hart
- Terrence Howard
- Daniel Kaluuya

2 Nominierungen
- Sterling K. Brown
- Mos Def
- Lakeith Stanfield